# Sveta Rita
Sveta Rita (Roccaporena, 1381. – Cascia, 22. svibnja 1457.), katolička svetica, zaštitnica bespomoćnih i beznadnih slučaja.

## Životopis
Rodila se u Roccaporeni kraj Spoleta u središnjoj Italiji. Imala je vremešne roditelje, kojima je bila poslušna. Udana je po dogovoru s dvanaest godina. Njezin suprug Paolo Mancini, bio je žestokog i neugodnog karaktera. Rita ga je voljela i ponašala se kao dobra supruga. Imali su dva sina. Nakon 19 godina braka, Paolo je ubijen iz zasjede. Rita se bojala osvete, molila je Boga, da radije uzme njene sinove k sebi, nego da se osvete za očevu smrt i počine zločin. Uskoro su obojica umrli. Rita je ostala sama, željela je ići u samostan augustinki u Casciji. Odbili su je, jer nije bila djevica, no naknadno su je ipak primili 1413. godine. Iskazala se molitvama, isposničkim životom, brojnim dobrim djelima. Ljudi su je već za života, smatrali sveticom. Imala je vizije, a 1441. godine nakon propovijedi o kruni od trnja zadobila je ranu na čelu. Bila je štovateljica muke Kristove. Umrla je 22. svibnja 1457. Nakon njene smrti, dogodila su se brojna čuda. Postala je jedna od najomiljenijih svetica u Italiji. Papa Lav XIII. proglasio je Ritu svetom tek 1900. godine. Njeno svetište nalazi se u Casciji. Zbog brojnih uslišanja i zadobivenih milosti, prozvana je sveticom nemogućeg i zagovornicom u bespomoćnim i beznadnim slučajima. Tijelo joj je ostalo neraspadnuto.
U Italiji se razvila pučka pobožnost petnaest četvrtaka sv. Riti.

## Vanjske poveznice
- 3 kratke molitve sv. Riti
- Devetnica, molitva i litanije sv. Riti - druga inačica
- Ružičnjak sv. Rite, Zagreb, 2012.  Arhivirana inačica izvorne stranice od 27. svibnja 2015. (Wayback Machine)
- Molitva na blagdan svete Rite, 22. svibnja